# Petrosz
Petrosz románul: Petros, település Romániában, Erdélyben, Hunyad megyében.

## Fekvése
Hátszegtől és Pujtól délkeletre, a Sztrigy partján, Krivádia és Nagybár mellett fekvő település.

## Története
Petrosz nevét 1407-ben említette először p. Pytrus néven.
1438-ban p. Petrwz, 1482-ben p. Petroz, 1600-ban Petrosz, 1750-ben Petroszul, 1760-1762 között Petrosza, 1808-ban Petrosz, Petrász, 1861-ben Dilsa-Petros, 1913-ban Petrosz néven írták.
1518-ban p Petrocz birtokosai a Demsusi ~ Morsiai, Demsusi Árka családok birtoka volt.
A trianoni békeszerződés előtt Hunyad vármegye Puji járásáoz tartozott.
1910-ben 1039 lakosából 19 magyar, 1003 román volt. Ebből 17 római katolikus, 989 görögkatolikus, 31 görögkeleti ortodox volt.

## Források

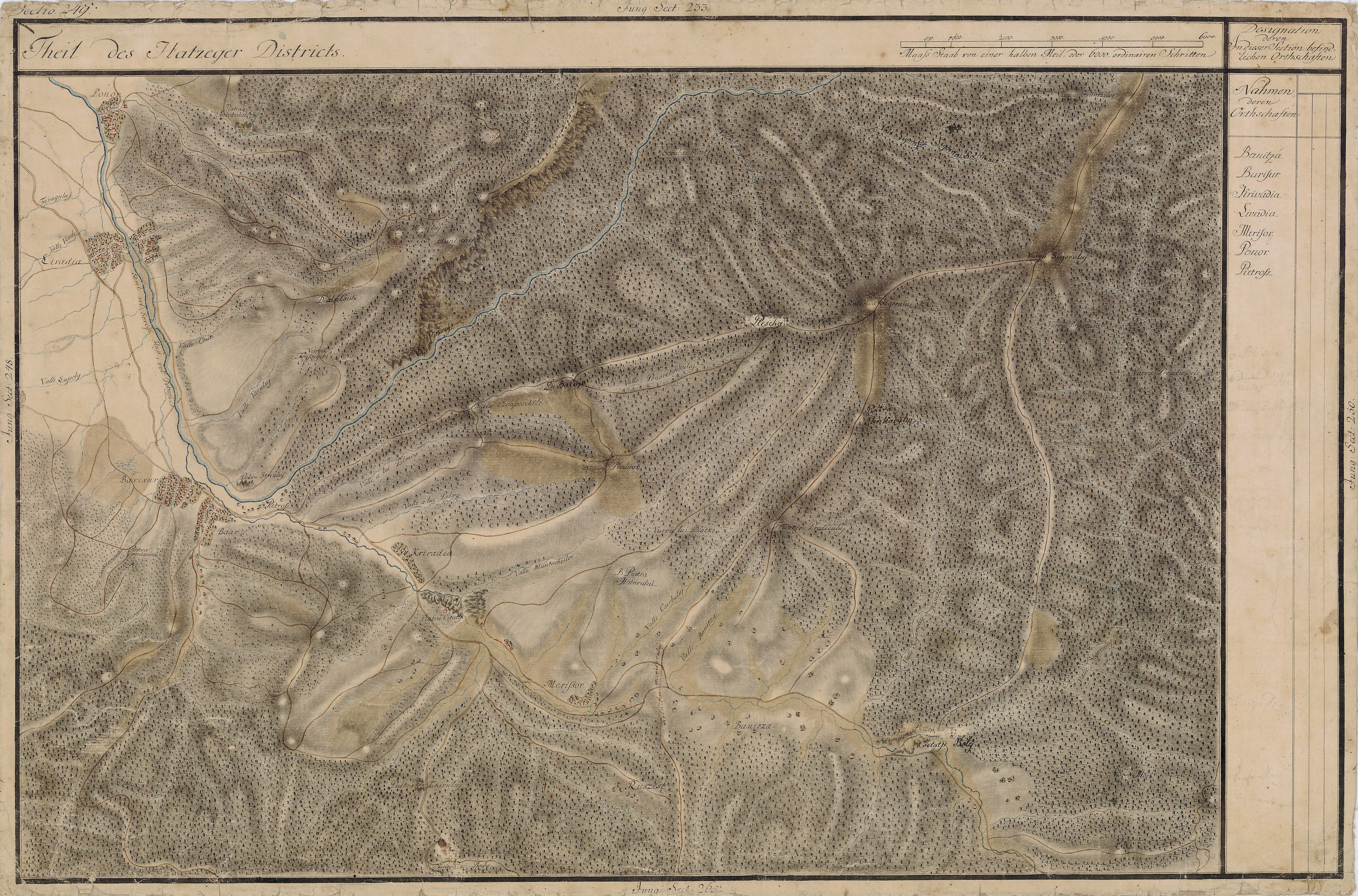
Petrosz egy régi térképen